# Melitoides valida
Melitoides valida is een vlokreeftensoort uit de familie van de Melitidae. De wetenschappelijke naam van de soort is voor het eerst geldig gepubliceerd in 1955 door Clarence Raymond Shoemaker.